# 蒋溥

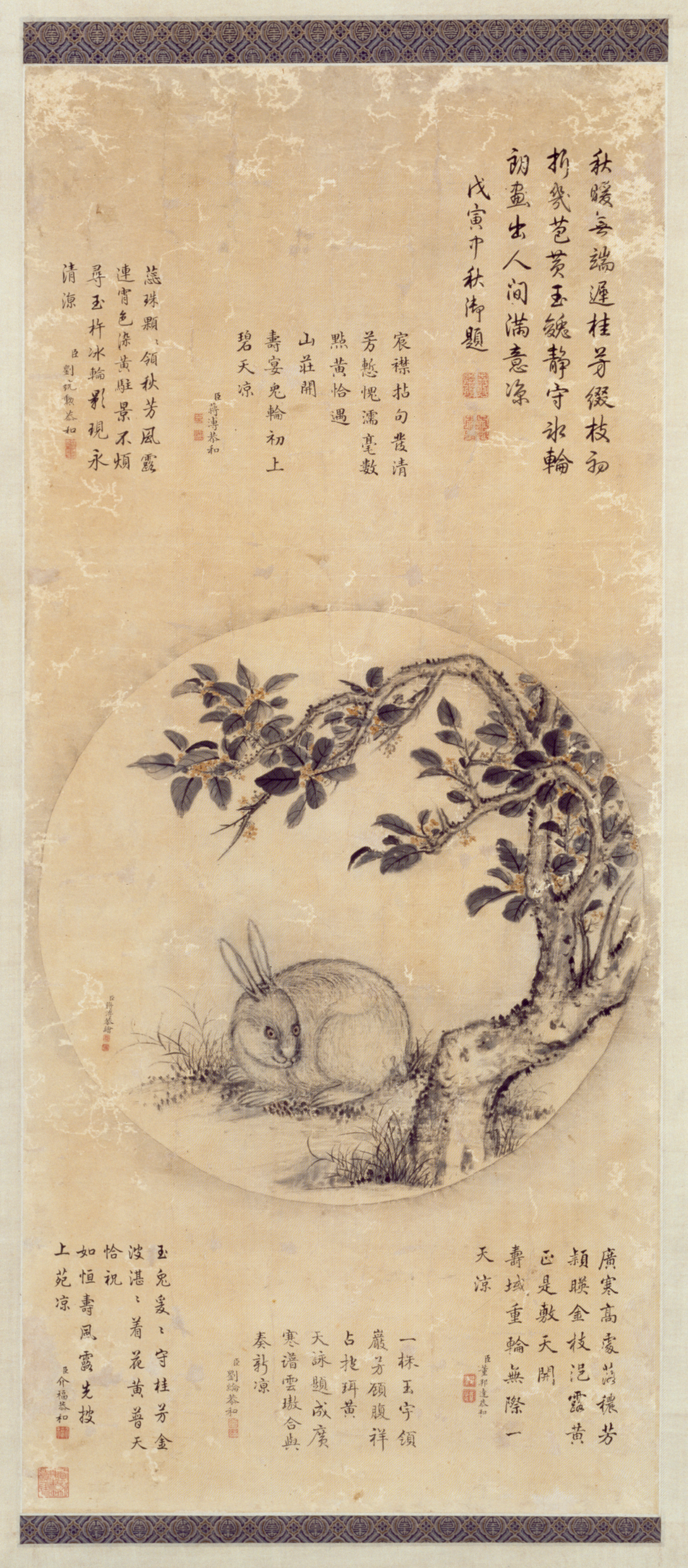
蒋溥绘《月中桂兔图》（北京故宫博物院藏）

蔣溥（1708年—1761年），字質甫，又字哲甫，號恆軒。江蘇省蘇州府常熟縣（今屬蘇州市）人，清朝政治人物。諡文恪。

## 生平
蔣溥為大學士蔣廷錫之子。雍正七年（1729年）獲賜舉人。雍正八年（1730年）庚戌科中式二甲第一名進士（傳臚），改翰林院庶吉士，入直南书房，并承襲世職。父蔣廷錫卒後，蔣溥奉喪歸里，受命安葬完畢即回京供職。雍正十一年（1733年），授編修，四遷內閣學士。
乾隆五年（1740年），任吏部侍郎。八年（1743年）。出任湖南巡撫。十年（1745年），任吏部侍郎，軍機處行走。十三年（1748年），升任戶部尚書。十五年（1750年），加太子少保銜。十八年（1753年）命為协办大学士，兼禮部尚書，掌管翰林院事。兩年後，兼署吏部尚书，乾隆二十四年（1759年），授东阁大学士，兼领户部。榮寵不衰。乾隆二十五年（1760年）患重病，乾隆帝命徐大椿入京醫治，大椿诊治後，直言“疾不可治”。乾隆二十六年（1761年）逝世。去世前，乾隆曾兩次親往視疾。贈太子太保，谥文恪。

## 後代
子蔣檙亦為進士，曾任翰林院編修，官至兵部侍郎。

## 著作
- 《恆軒詩鈔》
- 奉敕撰《欽定盤山志》二十一卷
- 奉敕撰《御覽經史講義》三十一卷
- 奉敕重編《御製樂善堂文集定本》三十卷
- 奉敕重編《樂善堂全集定本》三十卷
- 奉敕編《欽定西清古鑑》四十卷[3]
- 奉敕編、跋《御製詩初集》四十四卷、目錄四卷[4]
- 奉敕編《御製詩二集》九十卷、目錄十卷[4]
- 跋《御製避暑山莊詩并圖》二卷[5]